# Muhammad Dáúd Chán
Muhammad Dáúd Chán (18. července 1909 Kábul – 28. dubna 1978 tamtéž) byl prvním afghánským prezidentem a posledním vládcem Afghánistánu z rodu Ahmadzaj. K moci přišel nekrvavým převratem v roce 1973, když svrhl svého bratrance, krále Muhammada Záhira Šáha, který byl v té době v Itálii. Zrušením monarchie se stal zakladatelem první afghánské republiky. Za prezidenta ho zvolili delegáti Národního shromáždění a Dáúd pak vládl diktátorsky až do 28. dubna 1978, kdy ho při vojenském puči, vedeném důstojníky armády, kteří byli členy LDSA (afghánské komunistické strany), zbavili moci a následně zavraždili spolu s 17 členy jeho rodiny. Dáúdova smrt byla důležitým mezníkem v novodobých dějinách Afghánistánu.